# Lutrochus laticeps
Lutrochus laticeps is een keversoort uit de familie Lutrochidae. De wetenschappelijke naam van de soort is voor het eerst geldig gepubliceerd in 1893 door Casey.